# Muruganpalayam
Muruganpalayam is een census town in het district Tirupur van de Indiase staat Tamil Nadu. 

## Demografie
Volgens de Indiase volkstelling van 2001 wonen er 14.431 mensen in Muruganpalayam, waarvan 52% mannelijk en 48% vrouwelijk is. De plaats heeft een alfabetiseringsgraad van 64%. 